# 自动轻级车辆
自動輕級車輛（法語：Véhicule automatique léger），是1980年代基於罗贝尔·加比亚尔教授發明的膠輪路軌系統技術，由法國馬特拉公司設計的一套軌道運輸系統。

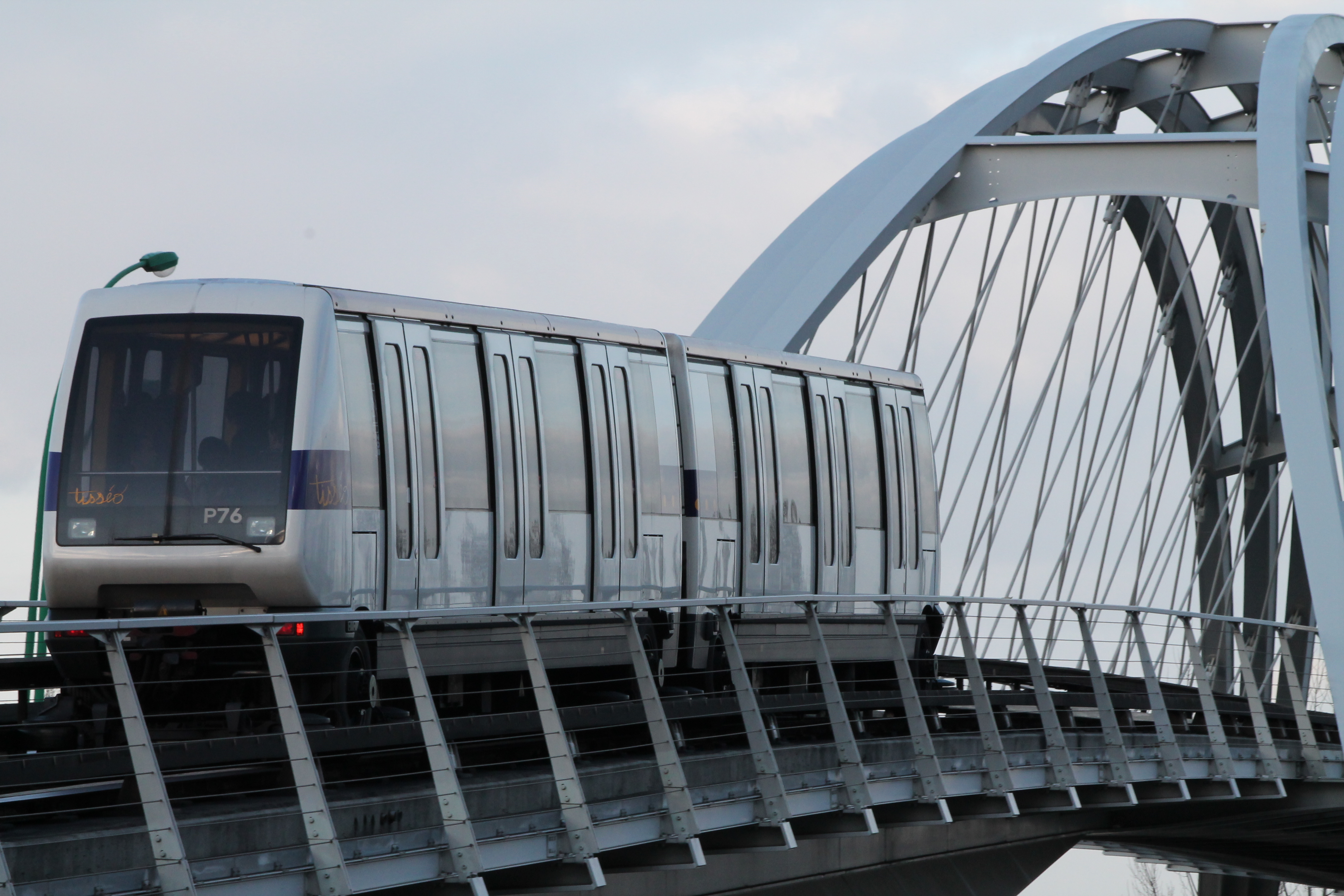
VAL 208

## 簡介
這是一個從列車到月台設計全包的「套裝」系統，採用膠輪列車及路軌系統（第三軌供電）、全自動無人駕駛中央導航列車及安裝有法國法维莱公司製造的自動開關月台幕門的車站。
VAL原為，即「阿斯克新城至里尔」的法文縮寫以表示第一個採用該系統的路線。但後來官方將之定義為技術向的，法文直譯為「自動輕級車輛」之意。
目前已經隨著馬特拉公司的交通運輸部門被德國西門子公司購併而一併轉移。